# Psaironeura
Psaironeura – rodzaj ważek z rodziny łątkowatych (Coenagrionidae). Do 2013 roku był zaliczany do rodziny Protoneuridae. Obejmuje gatunki występujące w krainie neotropikalnej – od Meksyku po Brazylię i Peru.

## Podział systematyczny
Do rodzaju należą następujące gatunki:
- Psaironeura angeloi Tennessen, 2016
- Psaironeura bifurcata (Sjöstedt, 1918)
- Psaironeura jeronimoi Mendoza-Penagos, Juen, Muzón & Vilela, 2022
- Psaironeura remissa (Calvert, 1903)
- Psaironeura selvatica Esquivel, 1993
- Psaironeura tenuissima (Selys, 1886)

Gatunkiem typowym jest Psaironeura remissa.